# قرار مجلس الأمن التابع للأمم المتحدة رقم 560
قرار مجلس الأمن التابع للأمم المتحدة رقم 560، المتخذ بالإجماع في 12 آذار / مارس 1985، بعد التذكير بالقرارات 473 (1980) و554 (1984) و556 (1984)، أدان المجلس استمرار قمع الأنشطة المناهضة للفصل العنصري في جنوب أفريقيا، مشيراً إلى أن من شأن القمع أن يقوض إمكانية التوصل إلى حل سلمي.
كما أعرب المجلس عن قلقه العميق إزاء اتهامات بالخيانة العظمى لمسؤولين من الجبهة الديمقراطية المتحدة ومنظمات أخرى ضد الفصل العنصري والترحيل القسري وقتل المتظاهرين. كما أشار إلى تجريد أكثر من 3.5 مليون من السكان الأصليين الأفارقة من الجنسية ونزع ممتلكاتهم والنزاع الناشئ عن سياسة البانتوستان.
وطالب القرار «نظام بريتوريا» بالإفراج عن جميع السجناء السياسيين، بمن فيهم نيلسون مانديلا، وحث على سحب تهم الخيانة، وأثنى على «المقاومة الموحدة الهائلة» لشعب جنوب إفريقيا.